# Frankenbergerius nanus
Frankenbergerius nanus là một loài bọ cánh cứng trong họ Bọ hung (Scarabaeidae).